# Goudotostes scabrosus
Goudotostes scabrosus är en skalbaggsart som beskrevs av François Louis Nompar de Caumont de Laporte 1840. Goudotostes scabrosus ingår i släktet Goudotostes och familjen Hybosoridae. Inga underarter finns listade i Catalogue of Life.